# Padilla (Kolumbia)
Padilla – miasto w Kolumbii, w departamencie Cauca.